# Difesa Cambridge Springs
La difesa Cambridge Springs è un'apertura degli scacchi caratterizzata dalle mosse:
1. d4 d5
2. c4 e6
3. Cc3 Cf6
4. Ag5 Cbd7
5. e3 c6
6. Cf3 Da5

Il primo ad adottare questa variante è stato Wilhelm Steinitz in una partita contro Joseph Blackburne giocata a Londra nel 1863 (Steinitz vinse la partita). Nel 1892 la giocò anche Emanuel Lasker, con successo, in una partita contro Albert Hodges facente parte di una serie di mini-match contro giocatori del Manhattan Chess Club.
Il nome deriva però dal torneo di Cambridge Springs 1904, in cui questa variante venne giocata tre volte.
L'adozione della difesa Cambridge Springs è stata decisiva in tre campionati del mondo:
- Capablanca-Alekhine 1927:  lo sfidante Alexander Alekhine vinse con il nero la 11ª partita, portandosi in parità con 2-2; in seguito Capablanca vinse solo una partita, e con il risultato di 6-3 Alekhine diventò il 4° campione del mondo.[4]

- Alekhine-Euwe 1935:  lo sfidante Max Euwe vinse con il nero la 25ª partita, portandosi in vantaggio diventando poi il 5° campione del mondo.[5]

- Karpov-Kasparov 1984:  lo sfidante Garry Kasparov vinse con il nero la 47ª partita, portandosi a +2 –5. Dopo aver vinto anche la 48ª partita, con il punteggio di +5 –3 a favore di Karpov il match venne annullato da Florencio Campomanes, presidente della FIDE.[6]

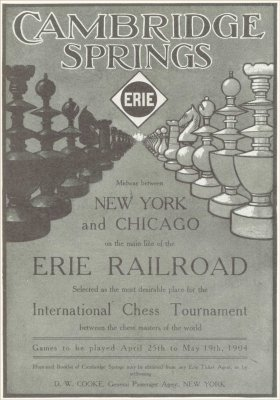
Poster del torneo di Cambridge Springs 1904.

Anche Magnus Carlsen ha adottato qualche volta questa difesa, per esempio contro Boris Gelfand nel torneo dei candidati di Londra 2013. Vinse la partita e si classificò pari primo con Vladimir Kramnik. Venne però dichiarato vincitore del torneo per aver vinto più partite (cinque contro le quattro di Kramnik).

## Varianti
La continuazione più usuale è 7. Cd2 (considerata la variante principale), ma anche 7. cxd5 (var. di cambio) è stata giocata molte volte con buoni risultati. La presa 7. Axf6 non è considerata molto buona, in quanto in un eventuale finale il bianco non ha l'alfiere delle case nere. Se il bianco gioca 7. Ad3 il nero risponde con 7...Ce4, incrementando la pressione sulla casa c3.